# Effie Shannon
Pour les articles homonymes, voir Shannon.

Effie Shannon, née le 13 mai 1867 à Cambridge (Massachusetts) aux États-Unis, est une actrice américaine de théâtre et du cinéma muet. Sa carrière s'étale sur 60 ans : elle la démarre en étant actrice enfant pour John Edward McCullough (en), puis ultérieurement, en 1886, avec Robert B. Mantell. Elle épouse le dramaturge Henry Guy Carleton mais ils divorcent en 1892. Elle meurt le 24 juillet 1954 à Bay Shore (New York).

## Filmographie
- 1914 : After the Ball (en)
- 1916 : The Sphinx
- 1918 : Her Boy (en)
- 1918 : Cendres d'amour (en)
- 1919 : The Common Cause (en)
- 1921 : Mamma's Affair de Victor Fleming
- 1922 : Sure Fire Flint (en)
- 1922 : Secrets of Paris
- 1922 : La raison de vivre (en)
- 1923 : The Tie That Binds
- 1923 : Jacqueline, or Blazing Barriers
- 1923 : Bright Lights of Broadway
- 1924 : Roulette
- 1924 : Damaged Hearts
- 1924 : Saltimbanque (en)
- 1924 : Sinners in Heaven
- 1924 : Greater Than Marriage
- 1925 : Soul-Fire
- 1925 : Sally, fille de cirque de D. W. Griffith
- 1925 : Wandering Fires (en)
- 1925 : The New Commandment de Howard Higgin
- 1925 : Pearl of Love
- 1926 : The Highbinders
- 1929 : Highlowbrow (court-métrage)
- 1932 : The Wiser Sex (en)

## Source de la traduction
- (en) Cet article est partiellement ou en totalité issu de l’article de Wikipédia en anglais intitulé « Effie Shannon » (voir la liste des auteurs).